# 日报 (拉脱维亚)
《日报》是拉脱维亚的国有拉脱维亚语日报，最早于1990年11月23日起出版。它是拉脱维亚最大的日报之一，曾被视为档案记录报。然而继2008年所有权变更后，该报的许多员工辞职并于2010年创办了Ir。
该报最初为拉脱维亚共和国最高委员会创办的官方期刊。自1993年国家推行私有化制度以来，Diena的所有权归瑞典媒体集团Bonnier所有。2009年AS Diena及其姊妹公司商业日报被约纳坦和大卫·罗兰拥有的投资集团收购。2010年8月6日，拉脱维亚商人维耶斯图尔斯·科齐奥尔斯收购了Diena股份公司51%的股份。
在2002年，该出版商因在1998年发表文章批评当时的经济部长莱莫尼斯·斯特鲁耶维奇斯遭到了政府的罚款。而在2007年，欧洲人权法院裁定此次罚款侵犯了公民或组织的言论自由。